# Велика пожежа Львова
Пожежа у Львові 1527 року — одна з найбільших пожеж, яка знищила майже все місто і його готичну забудову. Пожежа сприяла кардинальній перебудові міста.
3 червня 1527 загорілася броварня. Вітер швидко розніс вогонь на висушені літньою спекою дахи. Полум'я охопило  Пекарську, Краківську, Вірменську, Замкову, Шевську та Галицьку вулиці. Вигорів не тільки центр міста, а й передмістя — Підзамче, Знесіння та інші.
На другий день Львів перетворився на суцільне згарище. Згоріло майже все місто. Вціліли лише обпалені вогнем Ратуша, Вірменська церква, стіни Кафедрального собору, монастир францисканців та міські вежі. Готичний Львів, який був схожий на центри сучасних Таллінна або Ґданська, згорів дотла.
Зникли практично всі зразки готичної архітектури, які були побудовані протягом XIV—XV століть. На відновлення міста пішло багато часу і зусиль не тільки міської влади і городян, але й королівського уряду Польщі. Але протягом відносно короткого часу, місто було відбудовано в новому, ренесансному стилі.
Після цієї пожежі почалося будівництво переважно кам'яного Львова.
У «Меморіалі про пожежу нашого міста» невідомого автора XVI століття, так описуються ті події:
  «Описуючи сумну та злощасну подію нашого прекрасного славнозвісного міста, жалюгідну й навіть довговічну із-за болю руїну, яку треба оплакувати через безпощадність цієї пожежі. Адже тисяча п'ятсот двадцять сьомого року в понеділок після свята Вознесення Господнього, о двадцять третій годині, несподівано з броваря дому якогось-то Григорія Солтиса з Клепарова, що стояв напроти монастиря францисканців, на вулиці Пекарів, яка лежала поруч, вибухла величезна й раптова пожежа. Вистрибуючи неначе навальний вихор, розділений у двох напрямах, той вогонь негайно охопив усі доми, які були в його сусідстві й саму вулицю Пекарів і Краківську, Шевців і Вірменську вулиці, а також ту, яка називається другою частиною кварталу, в одному ряді, а в другому напрямку, починаючи від монастирського будинку тих самих францисканців, за винятком костьола Святого Хреста, послідовно знищив доми, які були посередині, громадську лазню, костьол Святого Духа разом з лікарнею, ятками м'ясників, з іншими будинками, які були ззаду, аж до міського муру, а відтіля від дому шановних панів каноніків капітульних разом з іншими мешканцями костьольних священнослужителів, і далі всі інші доми довкола і Галицьку, Зарванську, Руську та Єврейську вулиці разом з церквою Святої Марії грецького обряду, з єврейською синагогою та міською стайнею і довкола всі, які тільки були будинки, від брами до брами розпалювався все жахливіше і багато домів знищив дощенту…Власне через навальність цієї пожежі, у зв'язку з тим, що вона майже все місто затьмарила чорною кіптявою, сам вогонь розповсюдився раптово й несподівано на всі частини міста, так що жодна не змогла врятуватися, і, що найважливіше, якщо б міські брами, зачинені в той час для того, щоб затримати народ для оборони, не були своєчасно відчинені, то без сумніву, велика кількість людей загинула б від самого вогню, коли ця пожежа так шаленіла й усе більше і більше посилювалася, військові метальні знаряддя і гармати чи вогнепальна зброя, що переховувалися були в міських вежах, заряджені порохом і кулями, вибухли на великий пострах народу та з небезпекою для нього і видали страшенний гук на подобу грому. Ось так усе це місто, як передвіщалося, за винятком одного дому покійного Івана Бороди, критого черепицею і через те названого вежею, дощенту з усіма своїми будовами, повністю було зруйноване і залишилося неначе безлюдним, а нещасні громадяни були доведені до великого відчаю. А щоб їх місто прийшло колись знову до своєї величі та краси після такого гіркого і страшного нещастя і щоб ніколи більше не випала на його долю така або подібна нещасна подія, треба гаряче благати найвищого, найласкавішого Бога». 
Пожежа 1527 року була останньою значною пожежею, під час якої згоріла практично вся дерев'яна забудова Львова.

## У культурі
Настільна рольова гра «Leopolis 1527: відродження з попелу» має за мету відбудувати місто Львів, що згоріло під час цієї пожежі.